# Született szinglik
A Született szinglik (eredeti cím: Cougar Town) 2009 és 2015 között futott amerikai televíziós sorozat. A műsor alkotói Bill Lawrence és Kevin Biegel, a történet pedig egy frissen elvált anya útkeresését mutatja be. A főbb szereplők közt megtalálható Courteney Cox, Christa Miller, Busy Philipps, Dan Byrd és Josh Hopkins.
A sorozatot az Amerikai Egyesült Államokban először az ABC adta 2009. szeptember 3. és 2012. május 29. között, a harmadik évad után azonban elkaszálták. A jogokat ezután megvette a TBS, akik további három évadot készítettek hozzá 2013. január 8. és 2015. március 31. között. Magyarországon a FEM3 mutatta be 2010. október 3-án.

## Cselekmény
A sorozat helyszíne a floridai Gulfhaven, itt él at ingatlanos Jules Cobb is, aki közel húsz év után vállt el férjétől. Az egyedülálló anya miközben neveli tinédzser fiát, mikózbe végre elkezdi felfedezni önmagát és megéllni azt, amit a huszas és harmincas évei alatt nem tudott a férje mellett. Ebben segítenek neki szintén szingliként élő barátai is.

## Szereplők
| Szereplő             | Színész          | Magyar hang   |
| -------------------- | ---------------- | ------------- |
| Julies Cobb          | Courteney Cox    | Kiss Erika    |
| Ellie Torres         | Christina Miller | Orosz Helga   |
| Laurie Keller        | Busy Phillips    | Hámori Eszter |
| Travis Cobb          | Dan Byrd         | Berkes Bence  |
| Grayson Ellis        | Josh Hopkins     | Zámbori Soma  |
| Andy Torres          | Ian Gomez        | Háda János    |
| Bobby Cobb           | Brian Van Holt   | Epres Attila  |
| Barbara "Barb" Coman | Carolyn Hennesy  | Incze Ildikó  |

## Epizódok
| Évad | Évad | Epizódok | Eredeti sugárzás     | Eredeti sugárzás  | Eredeti adó | Magyar sugárzás    | Magyar sugárzás     | Magyar adó |
| Évad | Évad | Epizódok | Évadpremier          | Évadfinálé        | Eredeti adó | Évadpremier        | Évadfinálé          | Magyar adó |
| ---- | ---- | -------- | -------------------- | ----------------- | ----------- | ------------------ | ------------------- | ---------- |
|      | 1    | 24       | 2009. szeptember 23. | 2010. május 19.   | ABC         | 2010. október 3.   | 2011. március 20.   | FEM3       |
|      | 2    | 22       | 2010. szeptember 22. | 2011. május 25.   | ABC         | 2011. április 10.  | 2011. szeptember 4. | FEM3       |
|      | 3    | 15       | 2012. február 14.    | 2012. május 29.   | ABC         | 2012. október 20.  | 2012. december 8.   | FEM3       |
|      | 4    | 15       | 2013. január 8.      | 2013. április 9.  | TBS         | 2013. december 19. | 2014. április 3.    | FEM3       |
|      | 5    | 13       | 2014. január 7.      | 2014. április 1.  | TBS         | 2014. december 2.  | 2015. február 24.   | FEM3       |
|      | 6    | 13       | 2015. január 6.      | 2015. március 31. | TBS         | 2015. október 27.  | 2016. január 19.    | FEM3       |